# Salty Dog
Salty Dog è il singolo d'esordio del gruppo musicale statunitense Flogging Molly, pubblicato nel 1999.

## Tracce
1. Salty Dog – 2:21
2. Juan el sentimental – 4:55